# Шайнога Микола Романович
Мико́ла Рома́нович Шайнога (26 вересня 1995, с. Дмитрів, Радехівський район, Львівська область, Україна — 19 червня 2014, с. Закітне, Лиманський район, Донецька область, Україна) — український військовослужбовець, розвідник, старший солдат Збройних сил України. Загинув у ході російсько-української війни.

## Життєпис
Народився 1995 року в селі Дмитрів Радехівського району на Львівщині. Навчався у Дмитрівській школі. 2011 року закінчив 9 класів львівської загальноосвітньої школи № 1, 2013-го — Львівський державний ліцей з посиленою військово-фізичною підготовкою імені Героїв Крут. Мріяв вступити до Одеської військової академії, але навчання виявилося занадто дорогим для сім'ї.
У вересні 2013 вступив на військову службу за контрактом. Розвідник-кулеметник розвідувального відділення розвідувального взводу розвідувальної роти штабного батальйону 24-ї окремої механізованої Залізної бригади імені Данила Галицького Сухопутних військ Збройних Сил України, військова частина А0998, м. Яворів.
У березні 2014, у зв'язку з російською збройною агресією проти України, вирушив у Сумську область на кордон з РФ. З травня брав участь в антитерористичній операції на сході України.
19 червня 2014 року в ході військової операції з визволення від терористів населених пунктів у Лиманському районі (на той час — Краснолиманський район), знищення блокпостів противника біля смт Ямпіль та взяття під контроль мосту через Сіверський Донець, бронегрупа розвідувальної роти потрапила в засідку на підході до села Закітне. Розвідники виявили на дорозі два КамАЗи та БРДМ-2 бойовиків. Вирішили відконвоювати трофейну техніку ближче до основних сил батальйону, але бойовики із засідки відкрили вогонь з кулеметів по бійцях, які сиділи на броні. Бій тривав 3 години, загинули командир 1-го механізованого батальйону підполковник Ігор Ляшенко, командир розвідроти капітан Степан Воробець, командир відділення старший сержант Андрій Повстюк, старший солдат Юрій Прихід, солдати Микола Шайнога, Віктор Сивак і Віктор Семчук. Троє бійців дістали поранення, один з них — важко поранений.
Військовики обшукали всю територію бою і тіло Миколи не знайшли, рідні до останнього сподівались, що він живий.
29 вересня 2014 року похований на кладовищі рідного села Дмитрова. Залишились батьки Мирослава і Роман, брат та дві сестри.

## Нагороди та вшанування
- 14 березня 2015 року — за особисту мужність і високий професіоналізм, виявлені у захисті державного суверенітету та територіальної цілісності України, відзначений — нагороджений орденом «За мужність» III ступеня (посмертно)[4].
- 4 грудня 2015 року в селі Дмитрові на фасаді Дмитрівської загальноосвітньої школи відкрито меморіальну таблицю в пам'ять про колишніх учнів Миколу Шайногу та Ігоря Гнівушевського[5].
- У червні 2015 року на місці бою, біля с. Закотного, на честь полеглих бойових побратимів військовики 24-ї бригади встановили обеліск[6].
- 19 червня 2017 року на Донеччині, з ініціативи місцевої громади, відкрито пам'ятник сімом воїнам 24-ї бригади, які загинули у бою за звільнення села Закітне[7].